# Maciej Lang

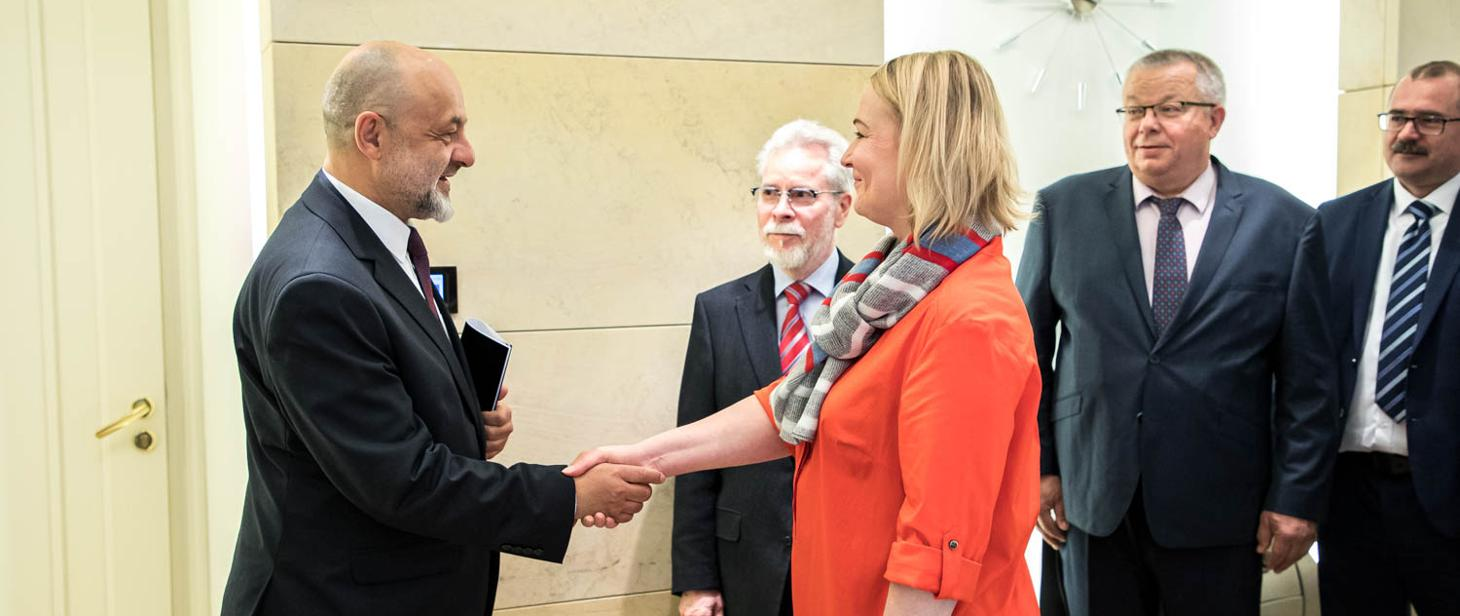
Maciej Lang jako wiceminister podczas powitania delegacji czeskich parlamentarzystów (2019)

Maciej Przemysław Lang (ur. 1968 w Piotrkowie Trybunalskim) – polski politolog i dyplomata, doktor nauk humanistycznych. Ambasador RP w Turkmenistanie (2007–2009), Afganistanie (2009–2012), Kazachstanie (2015–2016), Turcji (2016–2018, od 2023), Rumunii (2020–2023), w latach 2018–2020 podsekretarz stanu w MSZ.

## Życiorys
Absolwent I Liceum Ogólnokształcącego im. Bolesława Chrobrego w Piotrkowie Trybunalskim. W 1993 ukończył studia na Wydziale Dziennikarstwa i Nauk Politycznych Uniwersytetu Warszawskiego. W 2016 uzyskał stopień doktora nauk humanistycznych na Wydziale Orientalistyki UW na podstawie napisanej pod kierunkiem Jolanty Sierakowskiej-Dyndo dysertacji na temat koncepcji państwa i narodu w myśli politycznej muzułmanów subkontynentu indyjskiego w okresie panowania brytyjskiego.
W latach 1993–1997 pracował w Departamencie do Spraw Migracji i Uchodźstwa Ministerstwa Spraw Wewnętrznych. W 1997 związał się zawodowo z Ministerstwem Spraw Zagranicznych. W latach 1997–2003 pełnił funkcję radcy w Ambasadzie RP w Ałmaty. Po powrocie do kraju był radcą ministra w Departamencie Europy oraz w Departamencie Polityki Wschodniej MSZ. Od marca 2006 do stycznia 2007 kierował Ambasadą RP w Grecji jako chargé d’affaires. W latach 2007–2009 pełnił funkcję pierwszego po utworzeniu placówki ambasadora RP w Aszchabadzie, a od sierpnia 2009 do czerwca 2012 kierował polską placówką dyplomatyczną w Kabulu. Po zakończeniu pracy na placówce objął stanowisko pełnomocnika MON ds. misji zagranicznych. Od kwietnia 2014 do lipca 2015 kierował terenowym zespołem obserwatorów specjalnej misji monitoringowej OBWE na Ukrainie. W sierpniu 2015 powołany na stanowisko ambasadora nadzwyczajnego i pełnomocnego RP w Kazachstanie, a w listopadzie tego roku akredytowanym także w Kirgistanie. W październiku 2016 został powołany na ambasadora RP w Turcji.
W listopadzie 2018 objął stanowisko podsekretarza stanu w MSZ ds. dyplomacji ekonomicznej, współpracy rozwojowej, polityki azjatyckiej, polityki afrykańskiej i bliskowschodniej. W styczniu 2020 został mianowany ambasadorem RP w Rumunii. W lipcu tegoż roku otrzymał nominację na tę funkcję (odchodząc w konsekwencji ze stanowiska ministerialnego), w tym samym miesiącu objął ją oraz złożył listy uwierzytelniające na ręce prezydenta Klausa Iohannisa. W sierpniu 2021 jako były ambasador w Afganistanie został wysłany do Kabulu, gdzie brał udział w ewakuacji obywateli polskich i innych państw. W grudniu 2022 mianowany ponownie ambasadorem Polski w Turcji oraz odwołany (ze skutkiem na 5 lutego 2023) z funkcji ambasadora w Rumunii. Stanowisko w Ankarze objął w lutym 2023.
Zna języki: angielski, francuski, perski, rosyjski i ukraiński. Jego żoną jest Joanna Lang.

## Odznaczenia
W 2012, za wybitne zasługi w służbie zagranicznej, za osiągnięcia w podejmowanej z pożytkiem dla kraju pracy zawodowej i działalności dyplomatycznej, został odznaczony przez prezydenta RP Bronisława Komorowskiego Krzyżem Oficerskim Orderu Odrodzenia Polski.
W 2022, za wybitne zasługi w działalności na rzecz bezpieczeństwa i ochrony obywateli polskich i cudzoziemców w akcji ewakuacyjnej w Islamskiej Republice Afganistanu, prezydent Andrzej Duda nadał mu Krzyż Komandorski tego orderu.

## Publikacje
Jest autorem publikacji i opracowań analitycznych poświęconych Azji Centralnej i Bliskiemu Wschodowi (m.in. problemom etnicznym i demograficznym, procesom pokojowym i konfliktom oraz kwestiom energetycznym). Współpracował m.in. z Ośrodkiem Studiów Wschodnich. Jest współautorem publikacji z serii naukowej „Współczesna Azja Centralna” przygotowywanej przez Instytut Nauk Politycznych Uniwersytetu Warszawskiego.
Publikacje książkowe
- Maciej Lang, W poszukiwaniu Nowej Medyny : muzułmańskie wizje niepodległych Indii u schyłku panowania brytyjskiego, Kraków: Towarzystwo Autorów i Wydawców Prac Naukowych „Universitas”, 2021, ISBN 978-83-242-3742-5 [dostęp 2023-01-31]. Brak numerów stron w książce

Rozdziały w publikacjach zwartych
- Jacek Multanowski, Maciej Lang, Nastroje migracyjne w Kazachstanie. Przypadek Polaków, [w:] Państwo polskie wobec Polaków na Wschodzie. Poszukiwanie modelu polityki, Tomasz Gąsowski (red. nauk.), Kraków: OMP, Księgarnia Akademicka, 2000 (Studia i analizy), OCLC 69629490. Brak numerów stron w książce

Artykuły
- Maciej Lang, Przekształcenia struktury etnicznej Kazachstanu w XX wieku, „Sprawy Narodowościowe” (Z. 16/17), 2000, s. 169–191.
- Maciej Lang, Kwestia egejska w stosunkach grecko-tureckich, „Przegląd Europejski” (Nr 1), 2003, s. 219–235.
- Maciej Lang, Religia i polityka w islamie, „Bliski Wschód” (Nr 1), 2004, s. 113–128.

Tłumaczenia
- Muhammad Husajn Tabataba’i, Zarys nauk islamu, Maciej Lang (tłum.), Warszawa: s.n., 1992, s. 170, OCLC 749407492.
- Morteza Motahhari, Poznanie Koranu, Maciej Lang (tłum.), Piotrków Trybunalski: Wydawnictwo Episteme, 1992 (Biblioteka Myśli Muzułmańskiej), s. 144, OCLC 749206242.